# Igreja de Nossa Senhora do Carmo (Meersburg)

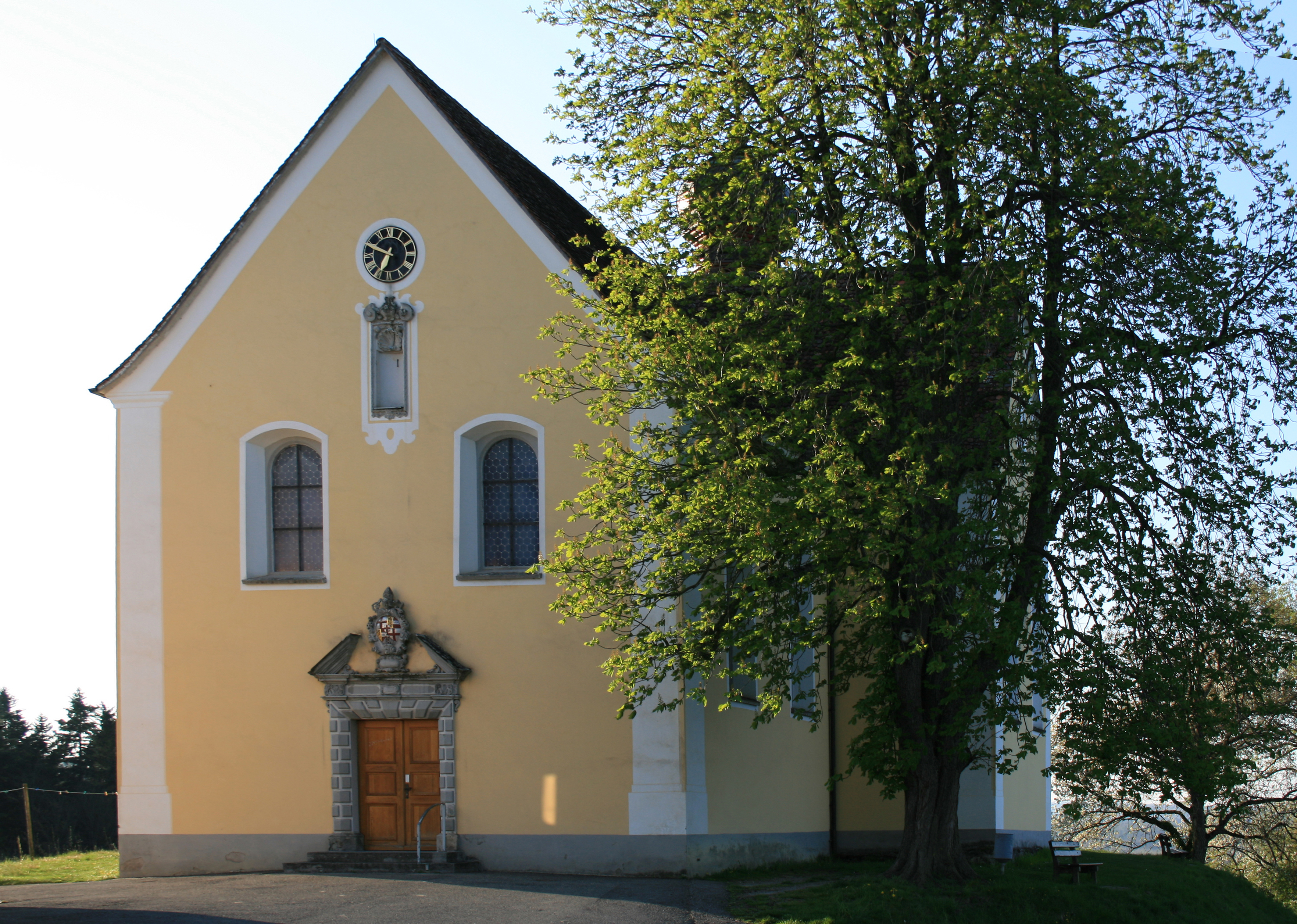
Igreja de Nossa Senhora do Carmo (Wallfahrtskirche Baitenhausen)

A Igreja de Nossa Senhora do Carmo é um templo católico da Alemanha, localizado em Baitenhausen, distrito de Meersburg. É um pequeno mas rico edifício barroco, erguido em torno de 1702 a mando do príncipe-bispo Marquard Rudolph von Rodt em pagamento de uma promessa. Em seu interior existe uma série de pinturas de Johann Wolfgang Baumgartner e esculturas de Johann Michael Hegenauer. É também um local de peregrinação religiosa.